# Michael Kühl

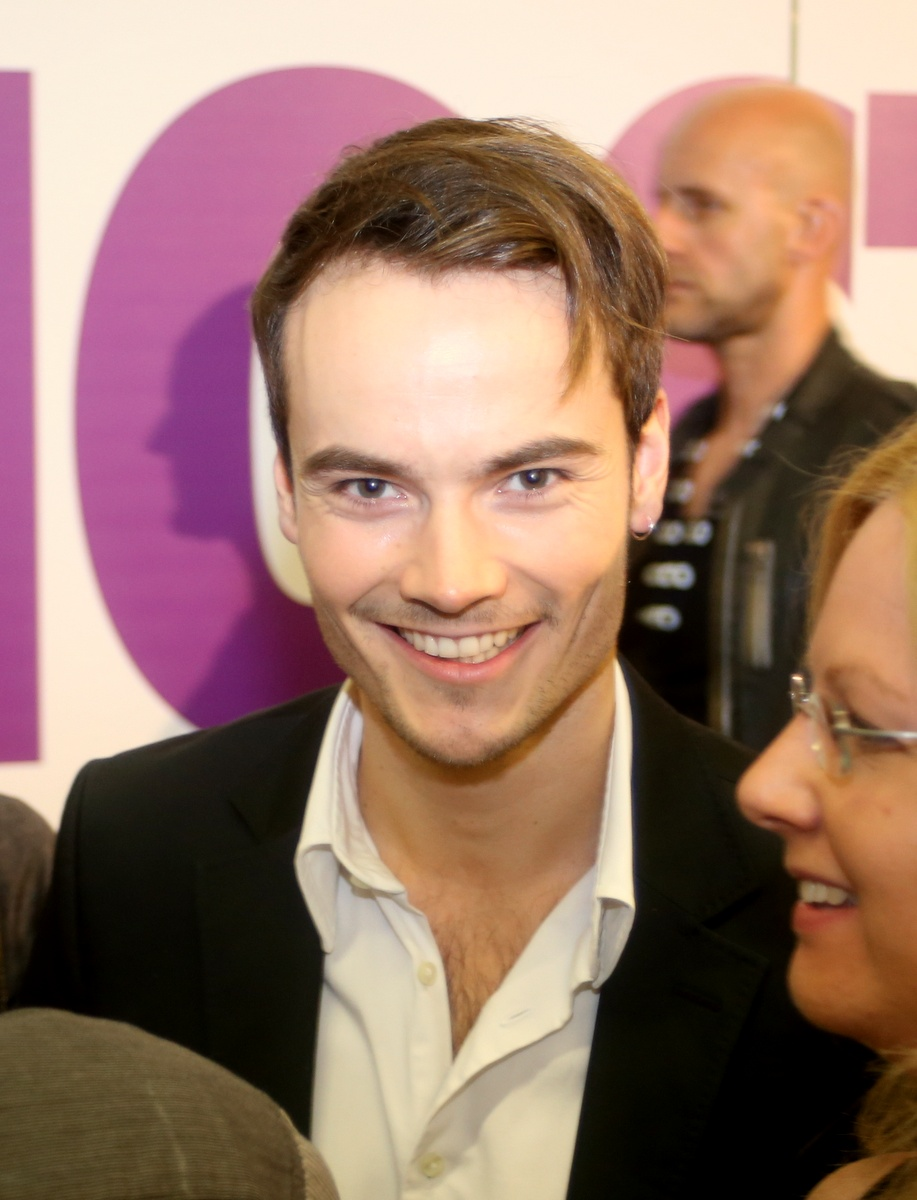
Michael Kühl, 2015

Michael N. Kühl, auch Michael N. Kuehl (Michael Nathanja Kühl), (* 9. Dezember 1987 in Bassum) ist ein deutscher Schauspieler.

## Leben
Michael Kühl lebte bis zu seinem dritten Lebensjahr in Sulingen. Seine Familie zog 1991 nach Bogotá in Kolumbien, wo sein Vater bis 1999 als Pastor in einer deutschen Gemeinde arbeitete. Dort besuchte er die Deutsche Schule – Colegio Andino. Zurück in Deutschland wohnte er in Hannover, wo er 2007 sein Abitur machte und danach an der Universität Göttingen ein Studium der Betriebswirtschaftslehre begann. Er brach das Studium jedoch nach einem Jahr ab, um sich der Schauspielerei zu widmen. Er spricht fließend Spanisch und Englisch.
Über ein Vorsprechen kam er 2007 an das Junge Schauspiel Hannover, wo er bis 2010 u. a. als Mercutio in Romeo und Julia mitwirkte. Diese Inszenierung wurde im Rahmen der Berliner Festspiele, zusammen mit vier weiteren Inszenierungen aus fast 150 Bewerbungen für das Theaterfestival „Liebe Macht Tot(d)“ ausgewählt.
Seine ersten Dreherfahrungen sammelte er 2008 in dem englischsprachigen Kinofilm House of Boys, wo er neben Stephen Fry und Udo Kier als Christopher zu sehen war. Seitdem ist er in verschiedenen Film- und Fernsehrollen zu sehen. Von 2015 bis 2017 spielte er die Rolle des David Hofer in der ARD-Serie Sturm der Liebe.
Seit 2012 arbeitet er regelmäßig mit dem Schauspiellehrer Fernando Piernas in Madrid zusammen.

## Filmografie (Auswahl)
- 2008: House of Boys (Kinofilm)
- 2009: Lichtspuren (Kurzfilm)
- 2009: Blissestrasse (Kinofilm)
- 2010: Romeos (Fernsehfilm)
- 2010–2012: Alles was zählt (Fernsehserie)
- 2010: Rosa und Marie (Kinofilm)
- 2012: Du Opfer (Kinofilm)
- 2013: Ramon (Kurzfilm)
- 2013: Happy End!? (Kinofilm)
- 2014: Schweine (Kurzfilm)
- 2015: 2close2u (Kinofilm)
- 2015: Gute Zeiten, schlechte Zeiten (Fernsehserie, Folge 5868)
- 2015–2017: Sturm der Liebe (Fernsehserie)
- 2019: Bettys Diagnose (Fernsehserie, Folge: Neue Aussichten)